# Ferdinand Marcos Jr.

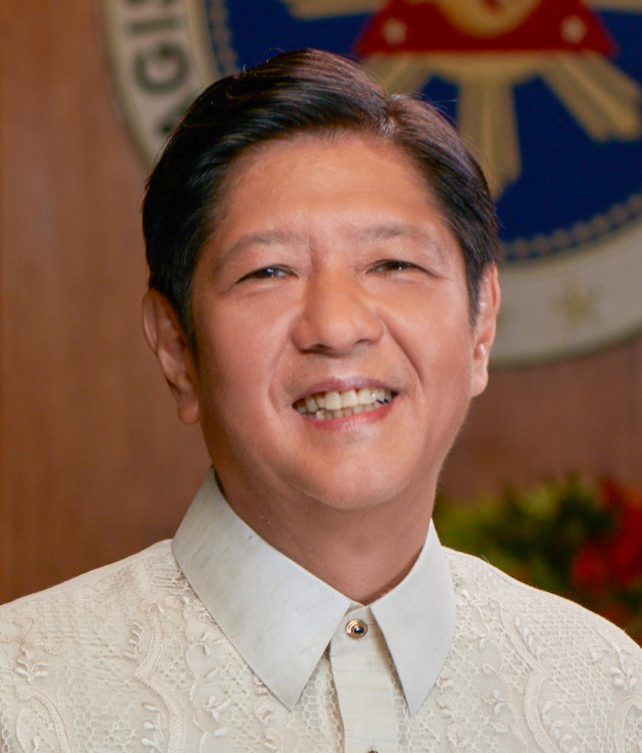
Ferdinand „Bongbong“ Marcos Jr. (2022)

Ferdinand Emmanuel „Bongbong“ Romualdez Marcos Jr. (* 13. September 1957 in Manila) ist ein philippinischer Politiker und seit dem 30. Juni 2022 Präsident der Philippinen.

## Biografie
Ferdinand Marcos Jr. entstammt einer einflussreichen Familie. Schon sein Großvater Mariano Marcos war Abgeordneter des Kongresses. Sein Vater Ferdinand Marcos war von 1965 bis 1986 Präsident der Philippinen, zunächst als gewählter Präsident, später unter Kriegsrecht als Diktator. Seine Mutter, die frühere First Lady Imelda Marcos, war nach dem Tod ihres Mannes für mehrere Legislaturen Mitglied des Repräsentantenhauses. Seine Schwester Imee Marcos ist ebenfalls Politikerin.
Nach dem Besuch des Kindergartens und der Grundschule in den Philippinen wurde Marcos an die Worth School in England geschickt. Das Schulgeld und monatliche Zuwendungen in Höhe von 10.000 US$ wurden dabei teilweise aus Geldern bezahlt, deren Herkunft aus dem Büro des Präsidenten nachgewiesen werden konnte. Anschließend belegte Marcos Kurse in Wirtschaftswissenschaften an der Oxford University, die er entgegen eigenen Behauptungen ohne Abschluss verließ. Später studierte er Betriebswirtschaftslehre an der Wharton School der University of Pennsylvania, brach aber auch dieses Studium ohne Abschluss ab.
Während der Präsidentschaft seines Vaters war er von 1980 bis 1983 zunächst Vizegouverneur und anschließend bis zum Ende der Diktatur von Marcos im Februar 1986 Gouverneur von Ilocos Norte. Während seiner Amtszeit kam es in Ilocos Norte zu mindestens zwei widerrechtlichen Tötungen. Im Jahr 1985 wurde Marcos durch seinen Vater als Vorsitzender der Telekommunikationsfirma Philcomsat eingesetzt, was ihm ohne entsprechende Pflichten monatliche Saläre von bis zu 97.000 US$ einbrachte.
Marcos, der von Beruf Geschäftsmann ist, war bereits von 1992 bis 1995 Abgeordneter des Repräsentantenhauses der Philippinen (Kapulungán ng mgá Kinatawán ng Pilipinas oder Mababang Kapulungan ng Kongreso). Später war er von 1998 bis 2007 erneut Gouverneur von Ilocos Norte.
Zwischen 2007 und 2010 war er wiederum Abgeordneter des Repräsentantenhauses. In diesem vertrat er als Mitglied der KBL (Kilusang Bagong Lipunan) den Wahlbezirk II (2nd District) der Provinz Ilocos Norte und wurde in diesem Wahlkreis Nachfolger seiner Schwester Imee Marcos.
Im 14. Kongress war er stellvertretender Oppositionsführer im Satzungsausschuss. Darüber hinaus war er als Vertreter der parlamentarischen Minderheit Mitglied in den Ausschüssen für Tourismus sowie für Verkehr.
Über eine Allianz seiner damaligen Partei Kilusang Bagong Lipunan (KBL) mit der Nacionalista Party (NP) wurde er 2010 in den Senat gewählt. 2012 trat er der NP bei und wurde daraufhin aus der KBL ausgeschlossen, behielt aber seinen Senatssitz in den Reihen der NP.
Im Senat war er Vorsitzender der Ausschüsse für Kommunalverwaltung (Committee on Local Government) sowie für Stadtplanung, Wohnungsbau und Wiederbesiedlung (Urban Planning, Housing and Resettlement). Außerdem war er Vorsitzender der Aufsichtsausschüsse für die Autonome Region im Muslimischen Mindanao (Oversight Committee on ARMM Organic Act) und für sozialisierte und niedrigpreisige Wohnungen (Congressional Oversight Committee on Socialized and Low-Cost Housing Condonation Act).
Marcos trat bei der philippinischen Präsidentschaftswahl 2016 als Vizepräsidentschaftskandidat an. Er kandidierte als Unabhängiger, da die Nacionalista Party ihn nicht nominiert hatte. Die Präsidentschaftskandidatin Miriam Defensor Santiago bestimmte ihn zu ihrem „Running Mate“. Marcos kam mit 34,5 % der Stimmen auf den zweiten Platz, knapp hinter Leni Robredo von den Liberalen. Er legte Wahlbeschwerde beim Präsidentschaftswahltribunal des Obersten Gerichtshofs ein, die jedoch nach Nachzählungen Jahre später einstimmig abgelehnt wurde.
Marcos trat bei der Präsidentschaftswahl im Mai 2022 für die konservative Partei Partido Federal ng Pilipinas an. Hier galt er als aussichtsreichster Kandidat für das Amt und gewann die Wahl auch mit großem Vorsprung. Am 30. Juni 2022 wurde er als Präsident der Philippinen vereidigt. Bei einem Besuch von Marcos in China Anfang Januar 2023 wurde eine bessere Kommunikation beider Staaten vereinbart, insbesondere um die territoriale Streitigkeiten im Südchinesischen Meer zu entschärfen. Gleichzeitig kam es zu einer Annäherung an die Vereinigten Staaten. Die USA und die Philippinen wollen dabei den Vertrag über den gegenseitigen Beistand von 1951 erneuern. Die USA und die Philippinen hielten gleichzeitig Anfang 2023 unter dem Namen Balikatan ein vergleichsweise großes gemeinsames Militärmanöver ab.

## Familie

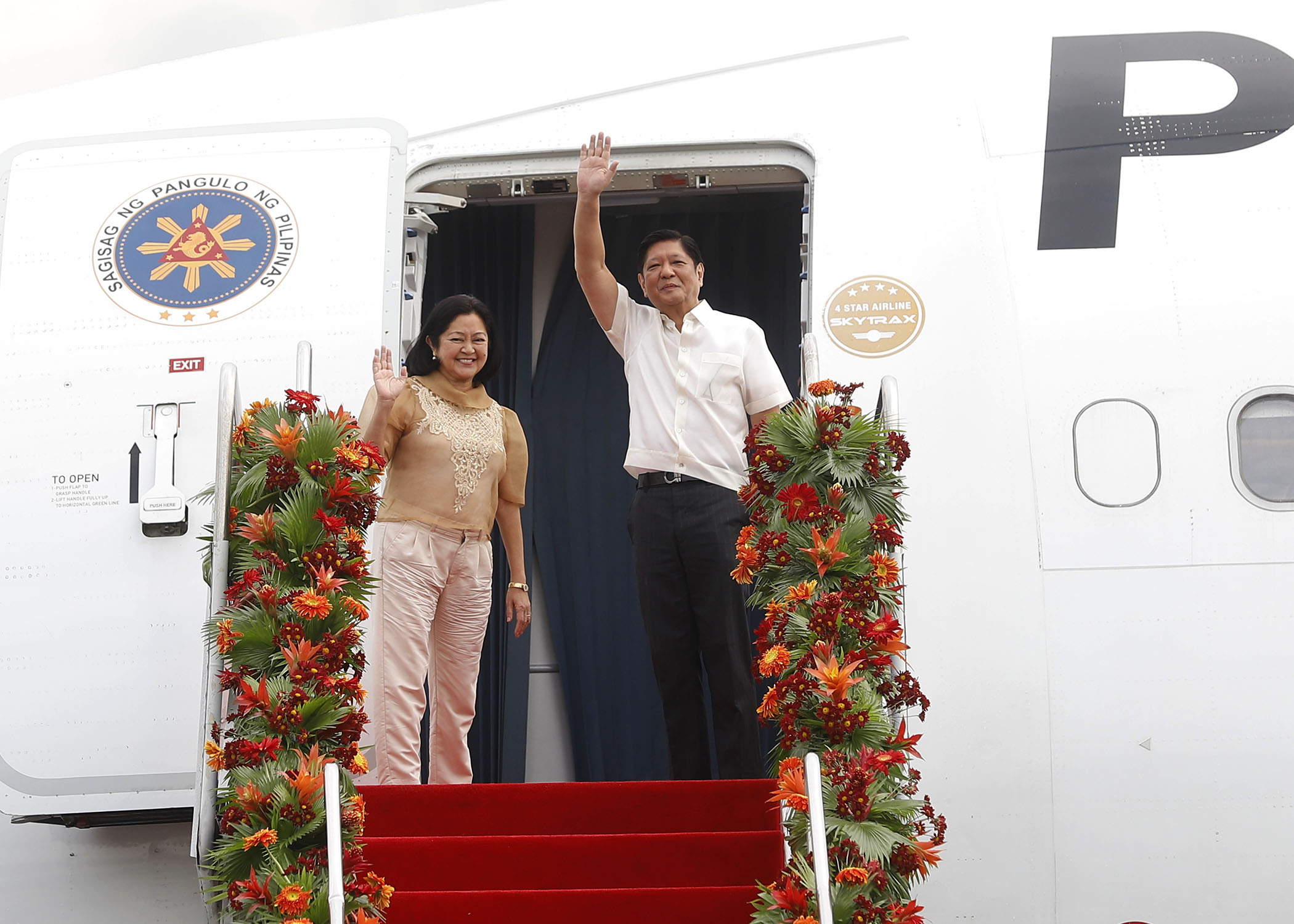
Marcos und First Lady Liza Araneta Marcos 2023.

Ferdinand Marcos Jr. ist mit der aus der einflussreichen Araneta-Familie abstammende Rechtsanwältin Louise „Liza“ Cacho Araneta seit 1993 verheiratet. Sie beiden haben gemeinsam drei Söhne. Ferdinand Alexander III, genannt „Sandro“ – geboren 1994, Joseph Simon – geboren 1995 und William Vincent, genannt „Vinny“ – geboren 1997. Der älteste Sohn Marcos – Ferdinand Alexander („Sandro“) – ist auch in der Politik tätig und gewählter Abgeordneter des Repräsentantenhauses der Philippinen.